# 少林寺 (福岡市)
少林寺（しょうりんじ）は福岡県福岡市にある浄土宗の寺院。山号は大凉山（だいりょうざん）。本尊は阿弥陀如来。

## 歴史
慶長9年（1604年）、長誉恵順を開山として福岡藩初代藩主・黒田長政が建立。当初は永長山 昌林寺と号したが、寛永12年（1635年）に長政の正室・栄姫が江戸で亡くなるとその遺髪を埋葬して菩提所となり、栄姫の法名・大涼院にちなんで山号を大涼山に改め、後に寺号も少林寺に改められた。
境内には黒田家ゆかりの墓が複数あり、3代藩主黒田光之の長男・黒田綱之の墓はその遺言から多くの人に参詣されたという。また、他には幕末に筑前勤王党の志士として活動し、西郷隆盛とも親交のあった月形洗蔵の墓所も置かれている。